# Gran Premio d'India
Il Gran Premio d'India è stata una gara automobilistica di Formula 1 che si è svolta dal 2011 al 2013 al Buddh International Circuit, sito a Greater Noida, nell’Uttar Pradesh in India. 

## La storia

### La genesi
Sin dal 1997, si è discusso di ospitare un Gran Premio d'India a Calcutta. Nel 2003, l'India disponeva soltanto di due circuiti automobilistici permanenti, uno a Chennai (Irungattukottai) ed il Kari Memorial Speedway a Coimbatore. A quel tempo erano in esame due terreni di 243 ettari siti nelle vicinanze dell'aeroporto di Bangalore. Inoltre, nello Stato di Andhra Pradesh, il primo ministro Chandrababu Naidu mise a disposizione circa 600 ettari vicino all'aeroporto di Hyderabad. Vicky Chandhok, padre di Karun Chandhok, disse in un'intervista: "Lo stato di Andhra Pradesh sta operando come nessun altro in India! È bello vedere un primo ministro portare avanti un progetto così difficile. Bangalore è una grande posizione soprattutto a causa del tempo". Nel dicembre 2003, venne firmato un preaccordo, della durata di sette anni, per la disputa di un Gran Premio a Hyderabad nel 2007. 

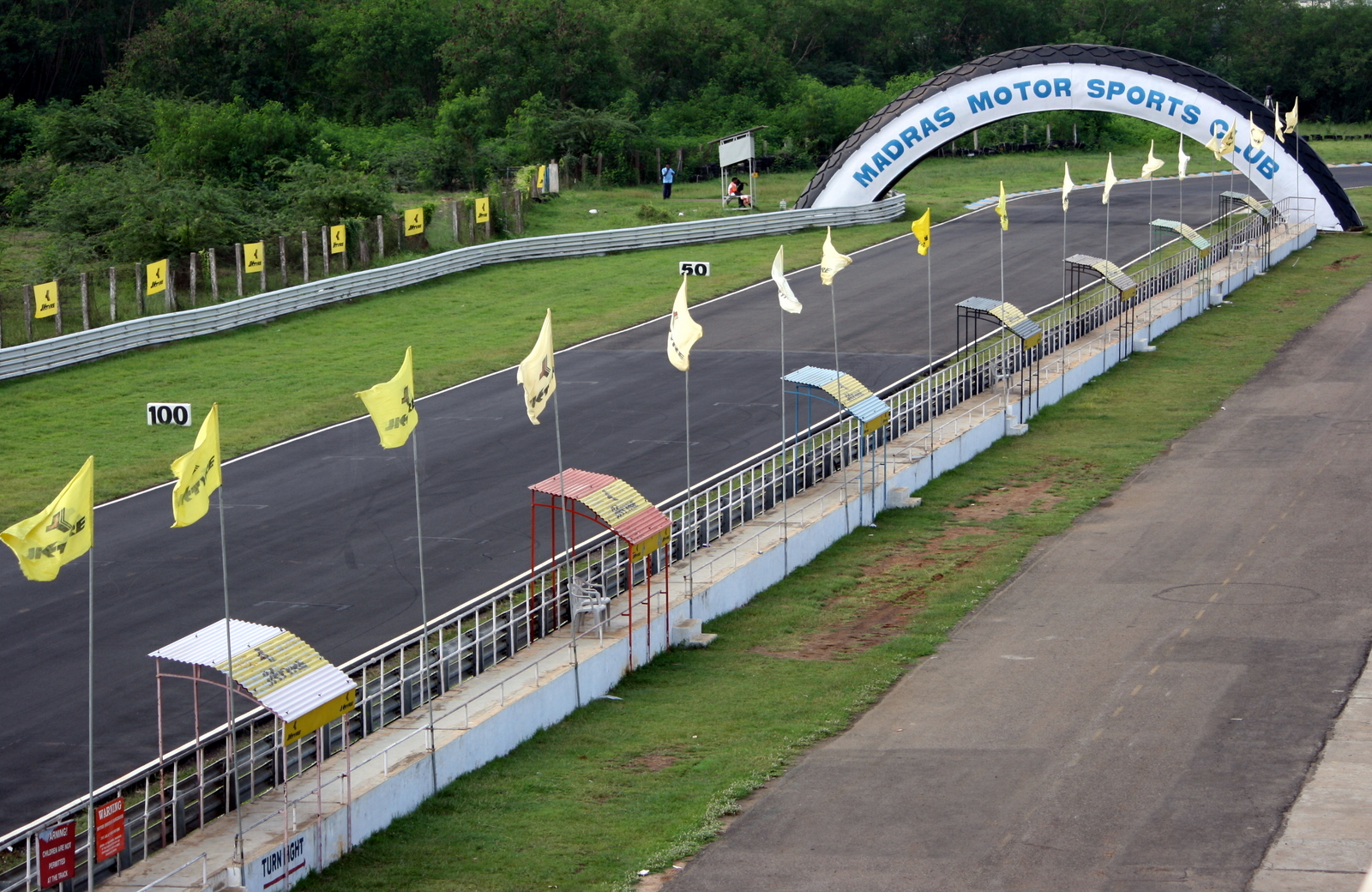
Il circuito Irungattukottai Race Track a Chennai

 Il tracciato si sarebbe sviluppato nei dintorni del villaggio di Gopanapally, alla periferia di Hyderabad, su un terreno di circa 550 ettari.
Comunque, nel 2004 entrò in competizione Mumbai, per spostare il tracciato da Hyderabad a Mumbai.
Il capo dell'organizzazione della Formula 1 Bernie Ecclestone si attendeva che l'India potesse ospitare un Gran Premio entro tre anni, non importava se a Hyderabad od a Mumbai. Ma questo progetto non andò a buon fine, forse per la legislazione contro il tabagismo, ed una modifica delle politiche governative.
Entrambi i progetti vennero cancellati nella seconda metà del 2004, quando il governo di Mumbai decise di "sprecare denaro per una competizione automobilistica in presenza di problemi più seri", ed il terreno di Hyderabad venne convertito a zona industriale per aziende per le tecnologie IT. Comunque degli altri siti presso Mumbai erano ancora fra i prescelti (Gorai e Navi Mumbai). Nel 2005 Narain Karthikeyan avrebbe dovuto esibirsi al volante della Jordan, ma il percorso si rivelò essere troppo accidentato.
Nel 2007, cinque siti rimasero in corsa per l'organizzazione di un Gran Premio d'India: Bangalore, il distretto di Gurgaon nello Stato di Haryana, un circuito permanente vicino a Nuova Delhi, un circuito stradale a Nuova Delhi proposto da Vijay Mallya, ed un sito a Lucknow, nell'Uttar Pradesh..
Dopo mesi di negoziati, il Comitato Olimpico Indiano (IOA) e Bernie Ecclestone annunciarono, nel giugno 2007, un accordo preliminare con il quale l'India avrebbe ospitato il suo primo Grand Prix nella stagione 2009 della Formula 1. Il tracciato sarebbe stato costruito a Gurgaon, su progetto dell'architetto Hermann Tilke.
Nel settembre 2007 la IOA annunciò che la gara iniziale si sarebbe tenuta nel 2010 sul Buddh International Circuit a Greater Noida. Dopo ulteriori valutazioni dei tempi necessari, Bernie Ecclestone ha annunciato nel settembre 2008 che il primo Grand Premio d'India si sarebbe disputato nel 2011.
Nell'ottobre 2008, il team Renault F1 portò le sue vetture in un giro presso i circuiti che erano stati in precedenza proposti per ospitare una gara di Formula 1 in India (ad eccezione di Mumbai): Gurgaon, Lucknow, Bangalore, Hyderabad e Calcutta, e nel novembre 2008 fecero anche una dimostrazione per le strade di Rajpath con alla guida Nelson Piquet Jr.. Nell'agosto 2009, la McLaren F1 portò le sue macchine a Lucknow. L'11 ottobre 2009, la Red Bull Racing diede una dimostrazione a Mumbai. David Coulthard guidò la Red Bull F1 nel quartiere di Mumbai, Bandra Worli Sealink.

### La difficile prima edizione
Il gran premio 2011 viene minacciato dalla proteste degli agricoltori della zona che accusano gli organizzatori di aver utilizzato dei metodi non corretti per l'acquisto dei terreni, nonché di aver pagato degli indennizzi troppo bassi. Tre settimane prima dell'evento gli stessi agricoltori hanno organizzato un sit-in nei pressi del circuito per evidenziare la loro protesta. Gli organizzatori hanno però risposto affermando di aver speso 400 milioni di $ per la gara e che non vi saranno problemi il giorno del gran premio in ordine alla sicurezza.
Un altro tema di discussione è rappresentato dalle tasse doganali, imposte alle scuderie per far entrare nel Paese i loro materiali. Gli organizzatori si erano interessati affinché il circuito potesse diventare un'area duty free. Tale proposta però non è stata accettata dalle autorità indiane. È stato poi affermato che, in accordo con la legislazione fiscale indiana, il governo locale potrebbe chiedere una parte degli introiti che le scuderie ottengono per il gran premio. Questa ipotesi ha portato anche a immaginare che le scuderie potessero boicottare tale evento, anche se poi tale minaccia è stata fatta rientrare.
In seguito gli stessi organizzatori si sono offerti di pagare qualsiasi tassa richiesta alle scuderie. Infine il governo indiano ha
stabilito di non chiedere il pagamento di nessuna tassa per il gran premio.
Un ulteriore problema è sorto in merito alla concessione dei visti a piloti e scuderie. Nico Rosberg e parte dell'HRT hanno affermato di aver visto rifiutate le loro richieste di visto per la gara.

### Le edizioni 2012-2013 e l'uscita dal calendario
L'edizione 2012 fu ostacolata, con un'azione di boicottaggio da parte dell'Italia promossa dal Movimento Politico Alternativa Tricolore, che a firma del suo Segretario Nazionale Luigi Cortese, chiese ai suoi connazionali di non guardare il Gran Premio, come forma di protesta verso l'incarcerazione dei due fucilieri della Marina Militare Italiana da parte delle autorità del Kerala. Pur con le difficoltà che vi si sono presentate, sia nel 2011 che nel 2012 l'evento è stato premiato col Race Promoters' Trophy, quale miglior gran premio organizzato nella stagione.
Il Gran Premio d'India non è stato inserito nel calendario per la stagione 2014, vista la contrarietà degli organizzatori a spostare la gara a marzo. Vicky Chandhok, presidente della Federazione Motoristica Indiana, ha affermato di temere che la gara non rientrerà nel calendario iridato dal 2015.
La stessa edizione 2013 è messa in dubbio da una petizione inviata da Amit Kumar alla Corte Suprema Indiana, in merito alla natura dell'evento. Secondo Kumar il gran premio andrebbe catalogato come evento d'intrattenimento e perciò gli organizzatori della Jaypee Sports dovrebbero versare tasse più elevate di quanto previsto per un evento sportivo. La richiesta di Kumar è impedire lo svolgimento della gara. La tassa per gli spettacoli d'intrattenimento è stata comunque inserita nei biglietti per l'edizione 2013. Successivamente la Corte indiana ha deciso di posticipare l'udienza a data da destinarsi. Al termine dell'edizione 2013 Sebastian Vettel e la Red Bull Racing si sono laureati campioni del mondo di Formula 1, rispettivamente piloti e costruttori, per la quarta volta consecutiva.
Il 30 luglio 2013, Bernie Ecclestone, dopo aver messo in dubbio la tenuta del Gran Premio d'India per il 2014, ne ha confermato l'esclusione dal calendario mondiale. Dopo esser stato escluso dal calendario iridato anche nel 2015, il Gran Premio sembrava sul punto di ritornare in F1 a partire dal 2016. Successivamente, i consueti problemi di carattere economico, ne hanno portato all'abbandono definitivo da parte del "Circus", divenendo a tutti gli effetti una cattedrale nel deserto. Anche l'ex pilota di Formula 1, Narain Karthikeyan, ha confermato che l’India non ospiterà più il suo Gran Premio in futuro.

## Il circuito
La corsa si è sempre tenuta al Buddh International Circuit, a 50 km da Delhi. Il circuito ha una lunghezza di 5,5 km ed è stato disegnato da Hermann Tilke. Un contratto decennale venne firmato con la compagnia di costruzioni indiana Jaiprakash Associates.
Il circuito si sviluppa su un terreno di 4000 ettari e la costruzione delle infrastrutture del circuito è costata circa 216 milioni di euro.
Lo sviluppo più recente (gennaio 2010) del circuito in India è stata la nomina di Mark Hughes, ex numero 2 al Bahrain International Circuit per 5 anni e consigliere dello Yas Marina Circuit per il loro primo Gran Premio alla fine del 2009.

## Benefici economici
Delhi ha avuto un notevole sviluppo delle infrastrutture per i Giochi del Commonwealth 2010, tuttavia, non vi è stato alcun finanziamento diretto per il Gran Premio d'India.
Secondo alcuni esperti, i benefici, per un paese in via di sviluppo come l'India, di entrare nel calendario della F1 sarebbero molteplici. Non solo il settore alberghiero e del turismo otterrebbe un impulso immediato, ma il profilo del paese stesso ne troverebbe un gran vantaggio.

## Reazioni
L'uomo di affari indiano Vijay Mallya, dopo aver firmato un accordo di sponsorizzazione fra la sua Kingfisher Airlines e la squadra Force India disse: "È sempre stato il mio sogno quello di portare la Formula 1 in India. Il governo di Delhi penso voglia davvero la Formula 1 in India e sono ottimista che forse saremo in grado di ospitare la nostra prima gara nel 2009."
Sia la Motorsports Association of India sia la Federation of Motorsports Clubs of India hanno espresso scetticismo. Il presidente di quest'ultima, Rajat Mazumbar, ha dichiarato che: "L'unico organismo abilitato ad organizzare sport motoristici nel paese è nostro", nonostante l'accordo sia stato firmato con il Comitato Olimpico Indiano.
Una maggiore consapevolezza ha portato alla popolarità i gadget, i biglietti per le gare di Formula 1 ed i viaggi per assistere alle stesse su altri circuiti del mondo.

## Gare valide per il mondiale
| Anno | Circuito                    | Pilota           | Vettura          | Resoconto |
| ---- | --------------------------- | ---------------- | ---------------- | --------- |
| 2011 | Buddh International Circuit | Sebastian Vettel | Red Bull-Renault | Resoconto |
| 2012 | Buddh International Circuit | Sebastian Vettel | Red Bull-Renault | Resoconto |
| 2013 | Buddh International Circuit | Sebastian Vettel | Red Bull-Renault | Resoconto |